# Nhóm xã hội

Các cá nhân trong các nhóm liên kết với nhau thông qua các quan hệ xã hội

Một nhóm xã hội là một nhóm người chia sẻ cùng những mục tiêu và quy chuẩn. Một nhóm xã hội thường biểu hiện những mức độ cố kết xã hội nhất định chứ không chỉ là sự tập hợp của các cá nhân đơn thuần. Đặc điểm chung của các thành viên trong một nhóm có thể bao gồm lợi ích, giá trị, sự thể hiện, nguồn gốc dân tộc và xã hội, hay các quan hệ họ hàng. Paul Hare xem đặc tính xác định của một nhóm xã hội là tương tác xã hội.